# Verband Deutscher Schauspieler-Agenturen
Der Verband Deutscher Schauspieler-Agenturen ist ein eingetragener Verein und stellt einen Zusammenschluss namhafter deutscher Agenturen dar, die die Vermittlung und Vertretung von Berufs-Schauspielern übernommen haben.
Der Verband hat seinen eingetragenen Sitz in München und umfasst aktuell (Februar 2019) eine Mitgliederzahl von sieben Schauspieler-Agenturen aus der deutschen Film- und Fernsehbranche. Er wurde 1990 zur gemeinsamen Interessenvertretung gegründet und engagiert sich nach eigenen Angaben in filmpolitischen und arbeitsrechtlichen Themen, pflegt das Berufsbild des Schauspieler-Agenten, kämpft für eine faire Schauspieler-Vermittlung und unterhält gut vernetzte Kontakte zu Casting-Direktoren, Produzenten, Regisseuren, Sendern und Ämtern.
Der Verband richtet zudem neben seiner ordentlichen Verbandssitzung der Mitglieder-Agenten sein Agenturentreffen aus. Dieses findet jährlich zur Berlinale in Berlin („Berlinale-Aperitivo“)  sowie zum Filmfest München statt und dient dem Dialog zwischen den vertretenen Schauspielern und den eingeladenen Besetzern, Produzenten, Regisseuren und Redakteuren der Branche.
Der Verein ist einer von mehreren Schauspielagentur-Verbänden in Deutschland. Daneben gibt es den größeren Verband der Agenturen für Film, Fernsehen und Theater und den Verband deutscher Nachwuchs-Agenturen (VdNA).